# Carmen Mola
Œuvres principales
- Série Elena Blanco

Carmen Mola est le pseudonyme collectif signant des thrillers espagnols. Les auteurs, trois scénaristes de la télévision espagnole, se sont réunis pour écrire ces livres, attribués jusqu'à la révélation de leur véritable identité, en octobre 2021, à une femme professeure, Carmen Mola. Les vrais auteurs sont donc Jorge Díaz (es), Agustín Martínez et Antonio Santos Mercero (es), plus connus comme scénaristes de télévision. 
Les auteurs ont remporté le réputé prix Planeta 2021, ce qui les a incités à révéler leur identité en octobre 2021,,.

## Révélation
Connue pour ses thrillers criminels espagnols ultra-violents mettant en vedette l'inspecteur de police Elena Blanco, Carmen Mola est décrite par son agence comme « la Elena Ferrante espagnole ». Avant la révélation du collectif, le nom Carmen Mola était présenté comme le pseudonyme d'une femme écrivain née à Madrid, proche de la cinquantaine et professeur de mathématiques. L’Institut pour les femmes présidée par l’écrivaine féministe Beatriz Gimeno avait d’ailleurs inclus un des livres de Carmen Mola dans sa sélection d'« œuvres féministes ». La révélation a été critiquée, notamment par les militantes féministes, car la supercherie mise en œuvre (faux profil, faux entretiens dans la presse) et le fait d'avoir utilisé une signature féminine ont été jugés par certains comme une manœuvre visant à augmenter les ventes.

## Œuvre

### SérieElena Blanco
1. La Fiancée gitane, Actes Sud, coll. « Actes noirs », 2021 ((es) La novia gitana, Alfaguara, 2018), trad. Anne Proenza  (ISBN 978-2-330-11829-7)Réédition Actes Sud, coll. « Babel noir » no 251, 2021 (ISBN 978-2-330-14770-9)
2. Le Réseau pourpre, Actes Sud, coll. « Actes noirs », 2021 ((es) La red púrpura, Alfaguara, 2019), trad. Anne Proenza  (ISBN 978-2-330-14926-0)Réédition Actes Sud, coll. « Babel noir » no 279, 2022 (ISBN 978-2-330-16846-9)
3. L'Année du cochon, Actes Sud, coll. « Actes noirs », 2024 ((es) La Nena, Alfaguara, 2020), trad. Anne Proenza  (ISBN 978-2-330-19542-7)
4. (es) Las madres, Alfaguara, 2022
5. (es) El clan, Editorial Planeta, 2024

### Romans indépendants
- La Bestia, Actes Sud, coll. « Actes noirs », 2022 ((es) La Bestia, Editorial Planeta, 2021), trad. Anne Proenza  (ISBN 978-2-330-17188-9)Réédition Actes Sud, coll. « Babel noir » no 311, 2024 (ISBN 978-2-330-19168-9)
- (es) El Infierno, Editorial Planeta, 2023